# پل منهتن

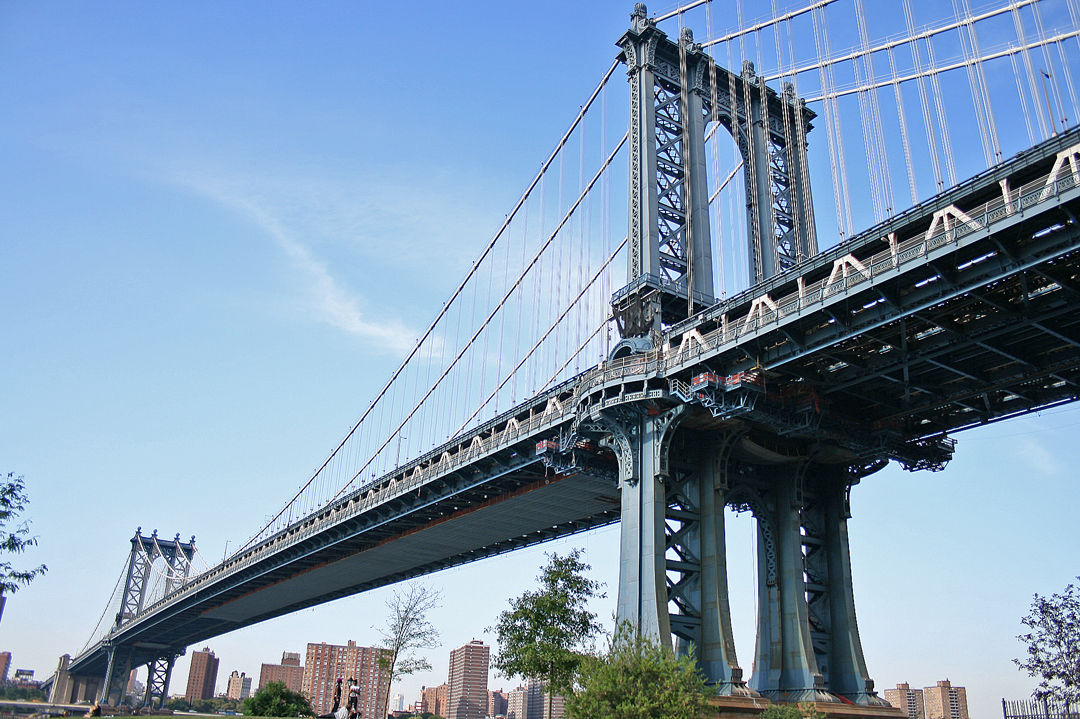
پل منهتن

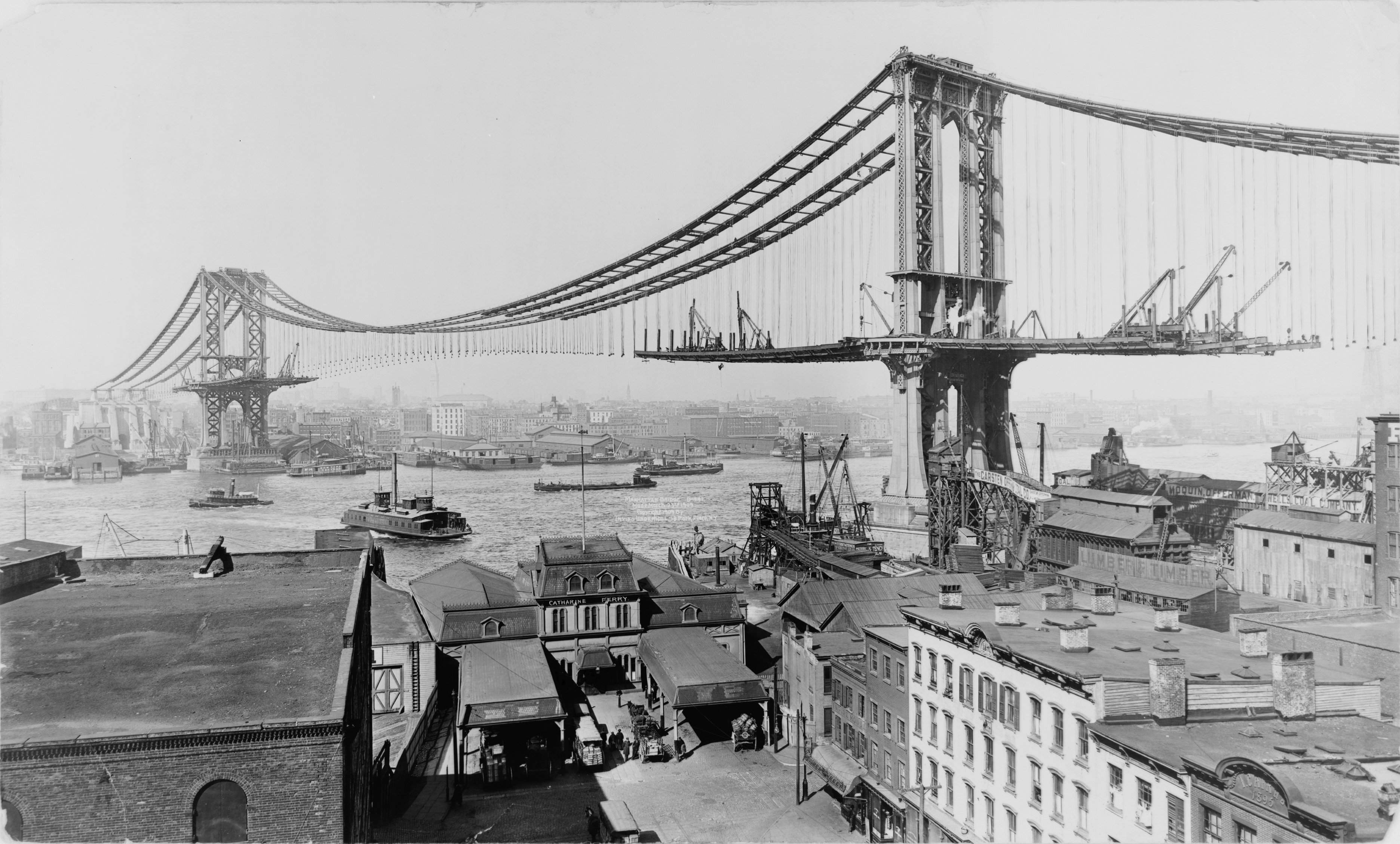
پل منهتن در حال ساخت در سال ۱۹۰۹

پل منهتن (به انگلیسی: Manhattan Bridge) یک پل معلق است که از ایست ریور (رودخانه شرقی) در شهر نیویورک می‌گذرد و منهتن جنوبی را به بروکلین متصل می‌کند. این پل که در ۳۱ دسامبر ۱۹۰۹ جهت تردد بازگشایی شده توسط لئون مویسیف طراحی شده‌است. مویسیف بعدها پل تاکوما نرو را طراحی کرد که در سال ۱۹۴۰ فروریخت.
مجموع طول این پل ۲۰۸۹ متر، عرض آن ۳۷ متر و ارتفاع برج‌ها در آن ۱۰۲ متر می‌باشد.
ساخت این پل در ۱۹۰۱ آغاز و در ۱۹۱۲ پایان یافت.

## نگارخانه

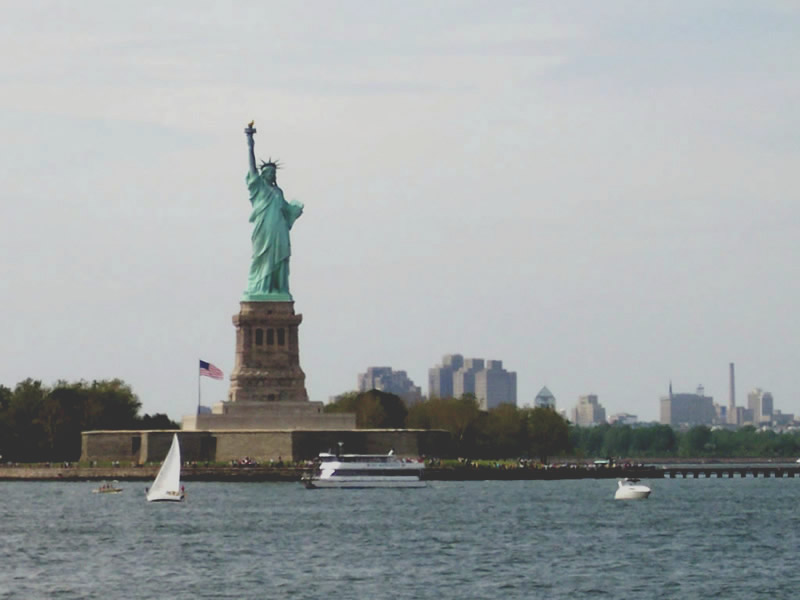
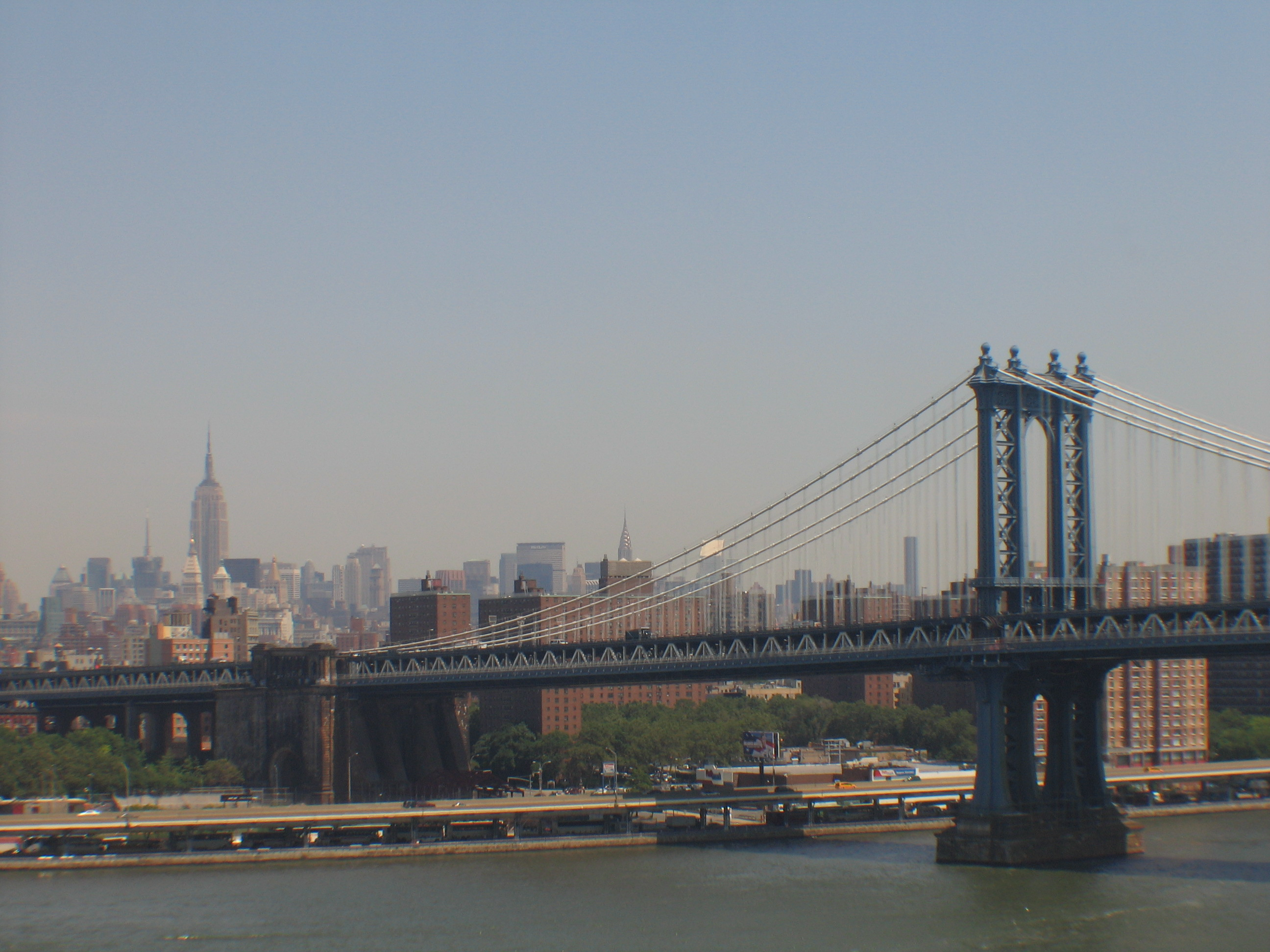
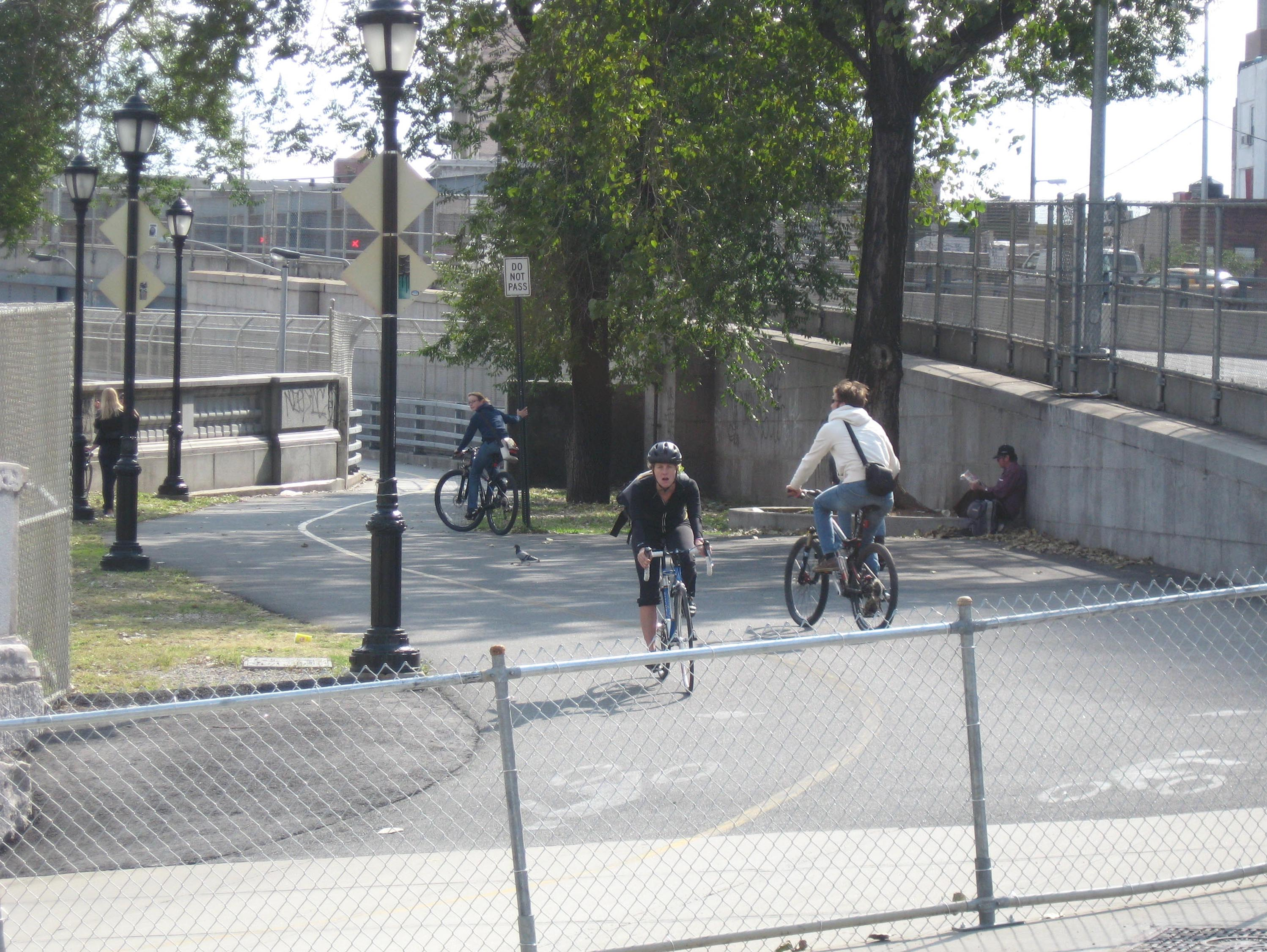
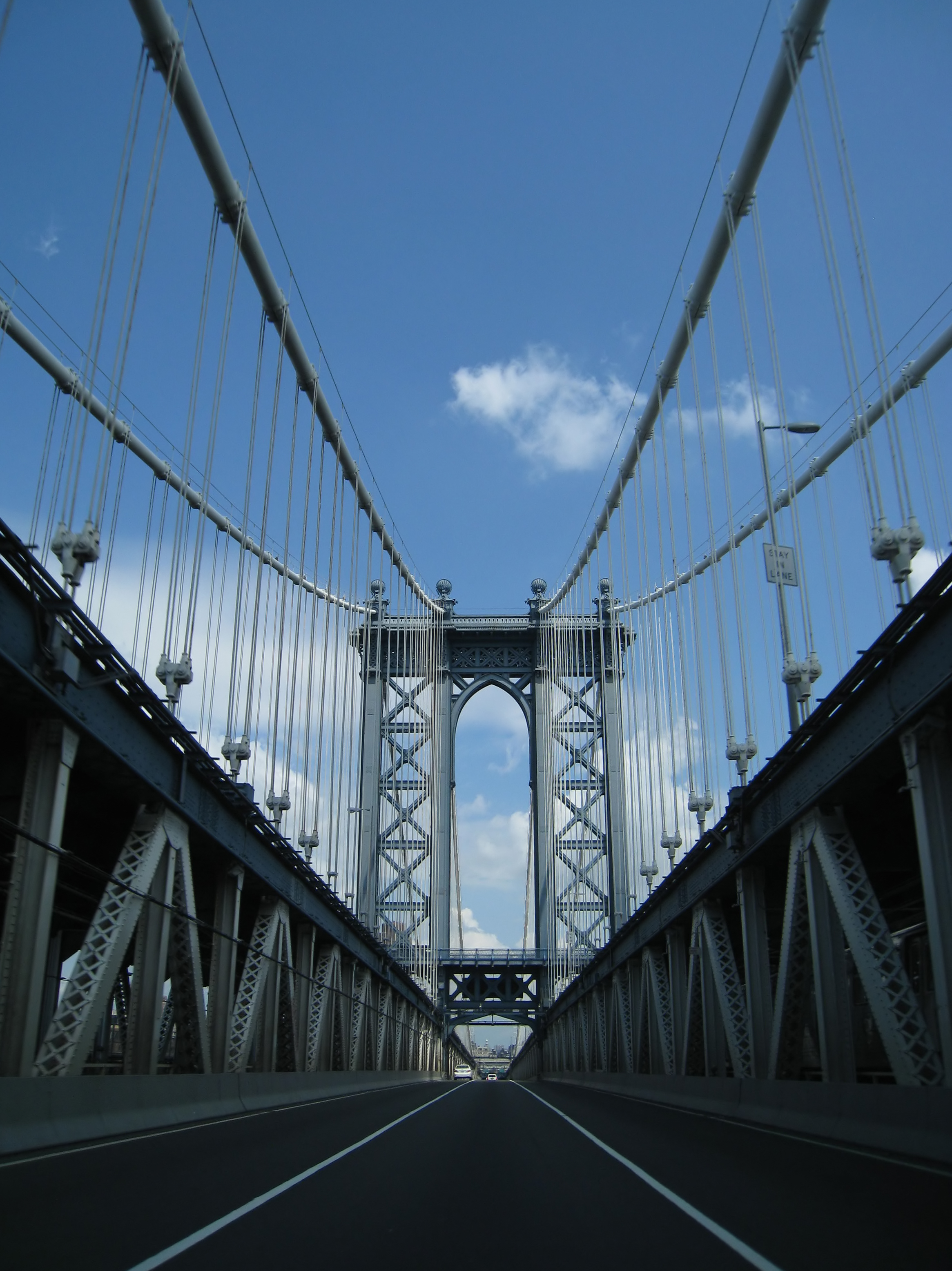
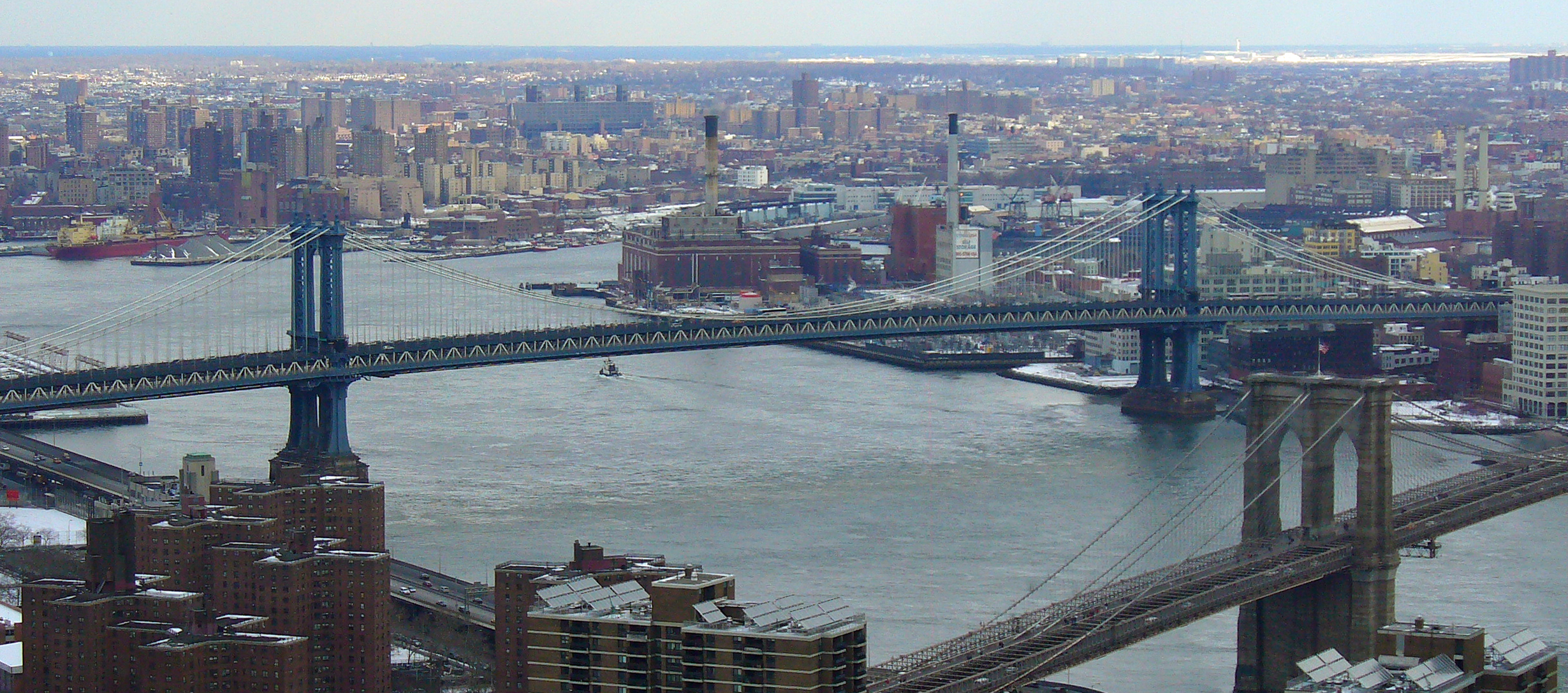